# Leonetta Bentivoglio
Leonetta Bentivoglio (Aosta, 5 agosto 1952) è una scrittrice e giornalista italiana.

## Biografia
Laureata in filosofia all'Università degli Studi di Roma "La Sapienza", ha iniziato giovanissima a occuparsi di danza, come autrice e curatrice di libri (in particolare quelli dedicati a Pina Bausch) tradotti in diversi paesi  e come responsabile o consulente di importanti festival teatrali e musicali (tra i quali "Oriente Occidente" di Rovereto di cui è stata direttrice artistica per dieci anni). È stata consulente coreografica per due film di Federico Fellini, La città delle donne e E la nave va. 
Ha collaborato con i settimanali L'Espresso e Panorama. Dagli anni Ottanta scrive per le pagine culturali di «Repubblica», occupandosi prevalentemente di musica classica e letteratura. 
Ha firmato curatele e traduzioni. In particolare, per la collana i “Grandi Libri” di Garzanti, ha selezionato, curato e tradotto dall’inglese le short stories di Thomas Hardy (I tre sconosciuti e altri racconti, 2006).

## Opere principali
- La danza moderna, Milano, Longanesi, 1977
- La danza contemporanea, Milano, Longanesi, 1985 (ristampato più volte)
- Il teatro di Pina Bausch, Milano, Ubulibri, 1985 (tradotto in francese e in portoghese, nuova edizione ampliata nel 1991)
- Il mio Verdi: dodici opere raccontate dai più grandi interpreti del nostro tempo, Roma, Socrates, 2000
- Pina Bausch - Vieni, balla con me, Barbès, Firenze, 2008 (edito anche in francese con L'Arche e in tedesco con Suhrkamp)
- Pippo Delbono: corpi senza menzogna, fotografie di Pippo Delbono, Firenze, Barbès, 2009
- Il mio Verdi: quindici opere raccontate dai più grandi interpreti del nostro tempo, Roma, Castelvecchi, 2013 (edizione ampliata)
- Pina Bausch – Una santa sui pattini a rotelle, Firenze, Clichy, 2015 (ristampato più volte)
- E Susanna non vien: amore e sesso in Mozart (con Lidia Bramani), Milano, Feltrinelli, 2014 (Seconda edizione rivista e corretta, Universale Feltrinelli, 2019)
- Sylvia Plath – Il lamento della regina, Firenze, Clichy, 2017 (ristampato più volte)
- Una chiara confusione – per Patrizia Cavalli, Firenze, Clichy, 2025